# ハスラー (芸能事務所)
株式会社Hustler（ハスラー）は、日本の芸能プロダクション。

## 概要
当時現役AV女優であったミュウが2007年3月に「株式会社オフィスミュウ」を設立。その後、「株式会社ハスラー」、「株式会社ハスラー2」（新宿支店）を設立。2015年3月に社名をGREEN（合同会社ヴィータ）と改名し、運営を変更した。Japan production guild（日本プロダクション協会）加盟プロダクション。
主にAV女優のマネジメントを手掛ける。若手から熟女世代、外国人モデルまで幅広く所属している。

## 主な所属モデル（Hustler）
- ミュウ（夏目ミュウ）
- ☆LUNA☆
- 春日野結衣（GREENにも所属）
- 琥珀うた
- 冨田じゅん

## 主な所属モデル（GREEN）
- 通野未帆
- 逢沢るる
- みおり舞
- 篠原ゆきの
- 早乙女ありさ
- 琴羽雫
- 森星いまり
- 沙月とわ